# In My Head
In My Head ist ein R&B- bzw. Pop-Rock-Lied des US-amerikanischen Sängers Jason Derulo, der ihn gemeinsam mit  Moe Faisal, Claude Kelly und J. R. Rotem schrieb. Der Song wurde am 8. Dezember 2009 als zweite Download-Single aus seinem Debütalbum Jason Derulo veröffentlicht. Er wurde ein Nummer-eins-Hit in Australien und Großbritannien und ein Top-Ten-Erfolg in den USA und Deutschland sowie in vielen weiteren Ländern weltweit.
Derulo sang das Lied in der neunten Staffel von American Idol live.

## Hintergrund
In My Head wurde als zweite Single des Debütalbums veröffentlicht. Das Lied ist von elektronischer Musik beeinflusst und hat einen rockigeren Sound als Whatcha Say; er ist Lady Gagas Song Just Dance ähnlich, an dem die Hörer sich zu diesem Zeitpunkt schon etwas satt gehört hatten. Da Derulos Song aber von einem weniger extrovertierten Mann gesungen wurde, konnte er auch großen Erfolg erzielen.
Derulo erklärte, In My Head solle den Fans die elektronischere Seite des Albums zeigen.

## Remixversion
Die amerikanische Rapperin Nicki Minaj singt und rappt bei der offiziellen Remixversion, für die sie selbst zusätzliches Songwriting und die Remix-Produktion übernahm. Die Remix-Version von Nicki Minaj wurde am 11. März 2010 veröffentlicht.

## Musikvideo
Das Musikvideo wurde Ende 2009 gedreht und am 23. Januar 2010 auf YouTube veröffentlicht. Es beginnt auf einem Parkplatz, Derulo tanzt dort vor mehreren schwarzen Autos. Er selbst trägt schwarze Kleidung und eine blaue Jeans, die Scheinwerfer beleuchten ihn. Später kommen seine Freunde und eine Tänzerin dazu. Im Video kommuniziert Derulo mit der Tänzerin. Am Ende des Videos flüchtet Derulo mit ihr.

## Kommerzieller Erfolg
In My Head debütierte in der Woche zum 26. Dezember 2009 auf Platz 63 der Billboard Hot 100. Nach mehreren Wochen wurde es mit Platz fünf Derulos dritter Top-10-Erfolg in den USA. Am 13. März 2010 erreichte die Single Platz zwei in den Canadian Hot 100 und wurde Derulos zweite Top-3-Single in Kanada. In Australien debütierte die Single auf Platz eins der australischen Charts. Sie debütierte ebenfalls in Großbritannien auf Platz eins der britischen Charts, damit wurde das Lied dort Derulos zweiter Top-3-Erfolg und sein erster Nummer-eins-Hit. In Deutschland startete In My Head auf Platz neun der Singlecharts. Am 22. Juni 2010 wurde die Single in den USA mit Doppelplatin ausgezeichnet.
Chartplatzierungen
| ChartsChartplatzierungen       | Höchstplatzierung | Wochen |
| ------------------------------ | ----------------- | ------ |
| Deutschland (GfK)              | 9 (31 Wo.)        | 31     |
| Österreich (Ö3)                | 15 (28 Wo.)       | 28     |
| Schweiz (IFPI)                 | 20 (31 Wo.)       | 31     |
| Vereinigtes Königreich (OCC)   | 1 (25 Wo.)        | 25     |
| Vereinigte Staaten (Billboard) | 5 (34 Wo.)        | 34     |

Auszeichnungen für Musikverkäufe

| Land/Region                  | Auszeichnungen für Musikverkäufe (Land/Region, Auszeichnung, Verkäufe) | Verkäufe  |
| ---------------------------- | ---------------------------------------------------------------------- | --------- |
| Australien (ARIA)            | 7× Platin                                                              | 490.000   |
| Dänemark (IFPI)              | Gold                                                                   | 15.000    |
| Deutschland (BVMI)           | Gold                                                                   | 150.000   |
| Kanada (MC)                  | 3× Platin                                                              | 240.000   |
| Neuseeland (RMNZ)            | Platin                                                                 | 15.000    |
| Österreich (IFPI)            | Gold                                                                   | 15.000    |
| Vereinigte Staaten (RIAA)    | 4× Platin                                                              | 4.000.000 |
| Vereinigtes Königreich (BPI) | Platin                                                                 | 600.000   |
| Insgesamt                    | 3× Gold · 16× Platin ·                                                 | 5.525.000 |

Hauptartikel: Jason Derulo/Auszeichnungen für Musikverkäufe